# Gran Premio de Llodio
Das Radrennen Gran Premio Internacional de Llodio (auch Clásica de Álava) war ein spanisches bzw. baskisches Eintagesrennen, das jährlich Ende März in Llodio ausgetragen wurde. Die erste Austragung fand 1949 statt und seit Einführung der UCI Europe Tour 2005 war es in die Kategorie 1.1 eingeordnet. Seit 2012 wird es nicht mehr ausgetragen.

## Sieger
| - seit 2012 nicht ausgetragen - 2011 Santiago Pérez - 2010 Ángel Vicioso - 2009 Samuel Sánchez - 2008 Héctor Guerra - 2007 David de la Fuente - 2006 Jaume Rovira - 2005 David Herrero - 2004 Unai Etxebarria - 2003 Juan Fuentes - 2002 José Iván Gutiérrez - 2001 Juan José de los Ángeles - 2000 Miguel Ángel Martín Perdiguero - 1999 Marco Velo - 1998 Sergei Smetanin - 1997 José Rodríguez García - 1996 David Etxebarria - 1995 Marino Alonso - 1994 Asjat Saitow - 1993 Miguel Ángel Martínez Torres - 1992 Ángel Edo - 1991 Juan Carlos Martín | - 1990 Aitor Garmendia - 1989 Manuel Jorge Domínguez - 1988 Carlos Hernández - 1987 Pello Ruiz Cabestany - 1986 Angel Cgolden - 1985 Julián Gorospe - 1984 Alfonso Gutiérrez - 1983 nicht ausgetragen - 1982 Antonio Coll - 1981 Jorge Ruiz Cabestany - 1980 Felipe Yáñez - 1979 Francisco Albelda - 1978 Ismael Lejarreta - 1977 Bernardo Alfonsel - 1976 Luis Alberto Ordiales - 1975 José Luis Uribezubia - 1974 Antonio Menéndez - 1973 Javier Elorriaga - 1972 Domingo Perurena - 1971 Celestino Padilla - 1970 Domingo Perurena | - 1969 Domingo Perurena - 1968 Luis Ocaña Pernía - 1967 José Antonio Momeñe - 1966 José María López Rodríguez - 1965 Andrés Incera - 1964 Juan José Sagarduy - 1963 Valentín Uriona - 1962 Juan María Balier - 1961 José Bernárdez - 1960 Julio Jiménez - 1959 Antonio Ferraz - 1958 Antonio Ferraz - 1957 Carlos Pérez - 1956 Roberto Morales - 1955 Martín Erausquin - 1954 Antón Barrutia - 1953 Antón Barrutia - 1952 Jesús Galdeano - 1951 Carmelo Morales - 1950 Jesús Morales - 1949 Félix Vidaurreta |